# Voodoo 2
La Voodoo 2, creata da 3dfx nel 1998, è stata una delle prime schede video accelerate compatibili DirectX 6.

## Caratteristiche[1][2]

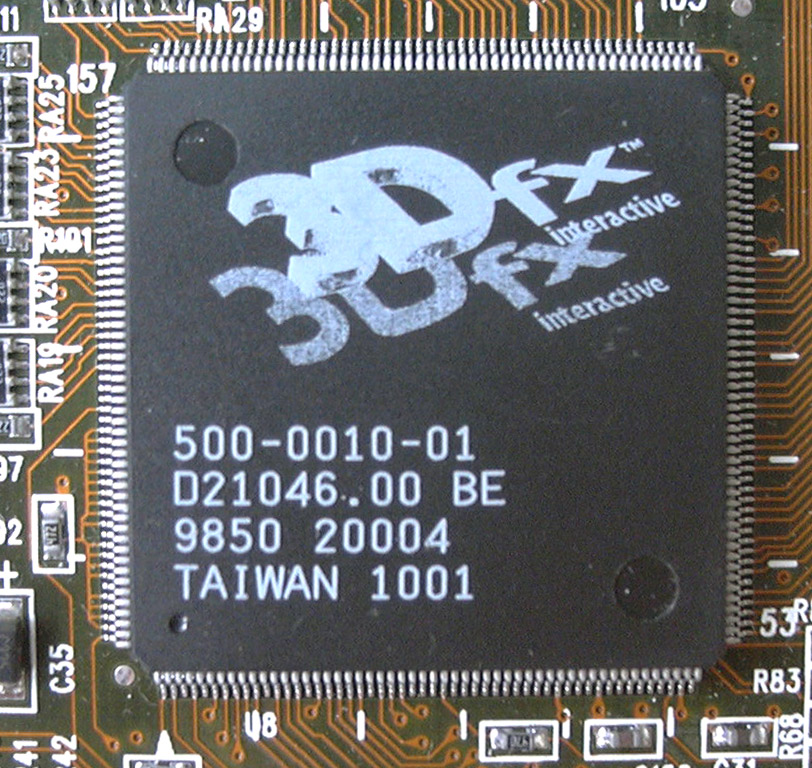
Dettaglio di un chip grafico

La Voodoo 2 estendeva la precedente scheda video Voodoo, la Voodoo 1, aumentandone la frequenza del core della GPU da 50 a 90 MHz, aumentandone l'ampiezza del bus verso la memoria da 128 a 192 bit e portandone la memoria on board a 8 o a 12 MiB (in base al modello).
Una novità introdotta dalla Voodoo 2 fu la configurazione SLI (Scan Line Interleave) tramite la quale era possibile collegare due schede assieme attraverso un cavetto e raddoppiare la velocità di calcolo, oltre che ad aumentare la risoluzione massima.